# Animomyia magna
Animomyia magna är en fjärilsart som beskrevs av Frederick H. Rindge 1974. Animomyia magna ingår i släktet Animomyia och familjen mätare. Inga underarter finns listade i Catalogue of Life.